# 阿科比
阿科比，為五葉木通的果實，原產為日本，跟三葉木通「八月瓜」的果實不一樣，阿科比比較苦澀，八月瓜比較甘甜。

## 圖片

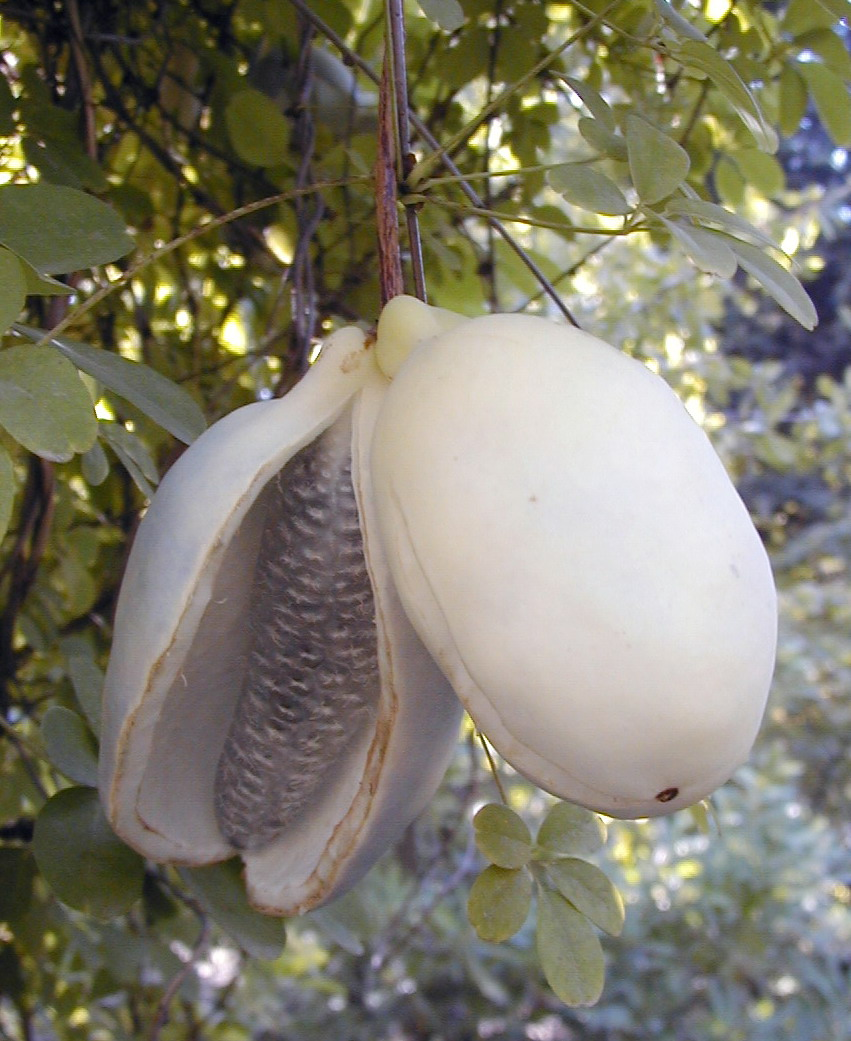
果實